# Dème de Doride
Pour l’article homonyme, voir Doride.
La Doride (Δήμος Δωρίδος) est un dème de la périphérie (région) de Grèce-Centrale, ayant pour capitale Lidoriki. Il tient son nom de celui de la région antique de Doride.
Il a été créé en 2010 dans le cadre du programme Kallikratis, par la fusion des anciennes municipalités de Vardousia, Efpalio, Lidoriki et Tolophon. Son territoire correspond à celui de l'ancienne province de Doride, abolie en 1997.